# Titchmarsh
Titchmarsh is een civil parish in het bestuurlijke gebied East Northamptonshire, in het Engelse graafschap Northamptonshire met 598 inwoners.